# Дагон (приповетка)
„Дагон” (енгл. Dagon) је приповетка америчког писца Хауарда Филипса Лавкрафта, написана у јулу 1917. и први пут објављена у часопису The Vagrant у новембру 1919. године. Приповетка је касније објављена у часопису Weird Tales у октобру 1923. године.

## Радња
Прича је тестамент измученог човека зависног од морфијума који приповеда о инциденту који се догодио током његове официрске службе у Првом светском рату. У извештају неименованог приповедача, његов теретни брод је заробио немачки царски јуришник у „једном од најотворенијих и најмање прометних делова широког Пацифика”. Он бежи на чамцу за спасавање и бесциљно плута јужно од екватора, све док се на крају не нађе насукан на „љигавом пространству пакленог црног блата које се простирало око [њега] у монотоним таласањима докле год му се поглед пружао.... Предео је био гњио од лешина иструлелих риба и других теже описивих ствари које је [он] видео како вире из гнусног блатишта те бескрајне равнице.” Он сматра да је ово подручје раније било део океанског дна избаченог на површину вулканском активношћу, „огољавајући пределе који су безбројним милионима година лежали скривени под недокучивим воденим дубинама”.
Након што је три дана чекао да се морско дно довољно осуши да може да хода по њему, приповедач се усуђује да изађе пешке да пронађе море и могући спас. После два дана ходања стиже до свог циља, до брда које се испоставља као хумка на ивици „неизмерне јаме или кањона”. Спуштајући се низ падину, он угледа џиновски објекат од белог камена за који је убрзо схватио да је „монолит доброг облика чија је огромна маса познавала израду, а можда и обожавање живих и мислећих створења”. Монолит, који се налази поред канала са водом на дну понора, прекривен је непознатим хијероглифима „који се већином састоје од конвенционалних водених симбола као што су рибе, јегуље, хоботнице, ракови, мекушци, китови и слично.” Постоје и „грубе скулптуре” које приказују:
људе—барем одређену врсту људи; иако су створења била приказана како се играју као рибе у водама неке морске јаме, или одају почаст неком монолитном светилишту које је такође деловало под таласима... Били су врашки људи у општим цртама упркос испреплетаним рукама и ногама, шокантно широких и млохавих усана, стакластих, избуљених очију и других карактеристика које су мање пријатне за памћење. Зачудо, чинило се да су лоше исклесане у несразмери са својом сликовитом позадином; јер је једно од створења приказано у чину убијања кита представљеног мало већим од њега.
Док приповедач гледа у монолит, створење излази из воде:
Уз само лагано узбуркавање којим је означио излазак на површину, тај створ се уздигао изнад тамних вода. Огроман, налик Полифему и одвратан, јурнуо је као огромно чудовиште из ноћних мора ка монолиту, око којег је бацио своје џиновске љускаве руке, док је погнуо своју грозну главу и давао одушка одређеним одмереним звуковима.
Ужаснут, приповедач бежи назад у свој насукани чамац и нејасно се присећа „велике олује”. Његово следеће сећање је болница у Сан Франциску, где је одведен након што га је усред океана спасио амерички брод. Нема извештаја о било каквим пацифичким преокретима и он не очекује да ће неко поверовати у његову невероватну причу. Он помиње један неуспели покушај да се схвати његово искуство:
Једном сам потражио једног прослављеног етнолога и забављао га необичним питањима у вези са древном филистејском легендом о Дагону, богу-риби; али убрзо схвативши да је он безнадежно конвенционалан, нисам се даље распитивао.
Прогоњен визијама створења, „нарочито када је месец у опадању”, он описује своје страхове за будућност човечанства:
Не могу да размишљам о дубоком мору, а да не задрхтим од безимених ствари које у овом тренутку можда пузе и лелујају по његовом љигавом кориту, клањајући се својим древним каменим идолима и урезујући сопствене одвратне ликове на подморским обелисцима од водом натопљеног гранита. Сањам о дану када ће се они уздићи изнад валова да повуку у својим смрдљивим канџама остатке слабашног, ратом исцрпљеног човечанства − о дану када ће земља потонути, а мрачно океанско дно уздићи усред свеопштог пандемонијума.
Пошто му дрога која му је дала „пролазну сигурност” полако понестаје, он се изјављује да је спреман на последњи корак; открива се да је наратив самоубилачка порука. Прича се завршава тако што приповедач чује „буку на вратима, као да се неко огромно клизаво тело клати о њих” пре него што повиче: „Боже, та шака! Прозор! Прозор!”

## Инспирација
Након што је 1917. прочитао нека Лавкрафтова ранија дела, В. Пол Кук, уредник аматерског часописа The Vagrant, подстакао га је да настави да пише белетристику. Тог лета Лавкрафт је написао две приче: „Гробница” и „Дагон”. Прича је делом инспирисана сном који је имао.
У причи се помиње пилтдаунски човек, кога научна заједница још није разоткрила као наводну превару у време изласка приче.
Што се тиче назива приче, делује да Лавкрафт мисли на древног сумерског бога по имену Дагон који је бог плодности житарица и рибе, јер се у причи главни лик распитује „...у вези са древном филистејском легендом о Дагону, богу-риби”. Дагон се понекад приказује као делом риба или једноставно како носи рибу. Пошто је Лавкрафт с времена на време волео позивање на стварна археолошка открића у својим списима, можда је путем њих наишао на овог древног бога.

## Ктулу митови
„Дагон” је прва Лавкрафтова прича која уводи један елемент Ктулу митова — само морско божанство Дагона. Обожавање Дагона се касније појављује у Лавкрафтовој причи Сенка над Инсмутом.
Створење које се појављује у причи често се поистовећује са божанством Дагоном, али створење није идентификовано тим именом у причи, и чини се да је приказано као типичан припадник своје врсте, обожавалац, а не предмет обожавања. Мало је вероватно да је Лавкрафт намеравао да „Дагон” буде име које користе нељудски обожаваоци божанства, као што истиче Роберт М. Прајс: „Када је Лавкрафт желео да пренесе нешто попут аутохтоног имена једног од Старих, сковао би неку неизговориву збрку”.
Прајс сугерише да читаоци Сенке над Инсмутом можда греше у вези са идентитетом „Дагона” којег обожавају Дубоки из те приче: за разлику од имена Старих која звуче ванземаљско, „име 'Дагон' је директно позајмљено из познатих извора, и имплицира да су [Обед] Марш и његови савезници изабрали најближу библијску аналогију стварном објекту обожавања оних дубоких, наиме Великом Ктулуу.”
Лин Картер, који је сматрао да је „Дагон” „одлична” прича, приметио је да је „занимљива предфигурација тема које су се касније појавиле у Лавкрафтовим причама о Ктулуу. Вулкански преокрет који привремено разоткрива ужасе дуго утопљених изнад таласа, на пример, поново се појављује у 'Зову Ктулуа' (1926)”. Друге паралеле између ове две приче укључују ужасавајућу причу коју је испричао морнар спашен на мору; џиновско чудовиште које живи у мору (поређено са Полифемом у обе приче); апокалиптичку визију уништења човечанства од стране древних нељудских интелигенција; и приповедача који се плаши да је осуђен на смрт због сазнања које је стекао. С. Т. Џоши и Дејвид Е. Шулц потоњу причу називају „очигледно исцрпном прерадом 'Дагона'”.
У „Зову Ктулуа”, један од исечака из новина које је прикупио покојни професор Ејнџел помиње самоубиство са прозора које може одговарати смрти приповедача „Дагона”.